# ドリー・パートンのハートフル・ソング
『ドリー・パートンのハートフル・ソング』（原題: Dolly Parton's Heartstrings、ドリー・パートンズ・ハートストリングス）は、2019年に配信されたアメリカ合衆国のテレビドラマシリーズ。1話完結のアンソロジーシリーズで、ドリー・パートンが制作総指揮を務める。2019年11月22日からNetflixオリジナル作品として全世界へ配信された。
本作の第8話「オールド・ボーンズ」は第72回プライムタイム・エミー賞のテレビ映画部門作品賞にノミネートされた。

## 製作
2018年6月4日、Netflixは本作の制作を発表した。撮影は2018年9月にジョージア州で開始され、カーターズビル、ストーンマウンテン、ケネソー、ドラビルのサードレールスタジオなどでロケが行われた。10月には、ミルトン、カントン、ラタムタウンのオレンジ・ユナイテッド・メソジスト教会、スマーナのエモリー病院などでロケが行われた。11月には、ノークロス、ゲインズビル、カミングなどのロケ地に移動した。12月には、スネルビル、ローガンビル、カントンのダウンタウンでロケが行われた。2019年1月には、ジョージア州タッカーのタッカー・レクリエーション・センターやジョージア州マリエッタのマリエッタ・スクエアなどでロケが行われた。

## エピソード
| 通算 話数 | タイトル                                     | 監督                     | 脚本                                                  | 公開日         |
| --- | -------------------------------------------- | ------------------------ | ----------------------------------------------------- | -------------- |
| 1 | "ジョリーン" "Jolene"                        | アンドリュー・フレミング | Patrick Sean Smith                                    | 2019年11月22日 |
| キャスト: ジュリアン・ハフ, キンバリー・ウィリアムズ＝ペイズリー, ダラス・ロバーツ                                               |                                              |                          |                                                       |                |
| 2 | "トゥー・ドアーズ・ダウン" "Two Doors Down"  | Wendey Stanzler          | Mark B. Perry                                         | 2019年11月22日 |
| キャスト: メリッサ・レオ, レイ・マッキノン, Andy Mientus, Katie Stevens, Michael Willett                                         |                                              |                          |                                                       |                |
| 3 | "翼があれば" "If I Had Wings"                | Timothy Busfield         | Jim Strain                                            | 2019年11月22日 |
| キャスト: ジェラルド・マクレイニー, ブルック・エリオット, Ben Lawson, Michele Weaver, デルタ・バーク, ティム・リード             |                                              |                          |                                                       |                |
| 4 | "クラッカージャック" "Cracker Jack"          | Liesl Tommy              | Lisa Melamed                                          | 2019年11月22日 |
| キャスト: サラ・シャヒ, Rochelle Aytes, Jessica Collins, Tammy Lynn Michaels                                                     |                                              |                          |                                                       |                |
| 5 | "ダウン・フロム・ドーバー" "Down from Dover" | Erica Dunton             | John Sacret Young                                     | 2019年11月22日 |
| キャスト: Holly Taylor, Shane McGhie, Robert Taylor, ベラミー・ヤング, カムリン・マンハイム, Mary Lane Haskell                   |                                              |                          |                                                       |                |
| 6 | "シュガーヒル" "Sugar Hill"                  | Lev L. Spiro             | トーマス・イアン・グリフィス メアリー・ペイジ・ケラー | 2019年11月22日 |
| キャスト: パトリシア・ウェティグ, Timothy Busfield, ヴァージニア・ガードナー, Tom Brittney                                       |                                              |                          |                                                       |                |
| 7 | "JJ・スニード" "J.J. Sneed"                  | Terry McDonough          | Jim Strain                                            | 2019年11月22日 |
| キャスト: コリン・オドナヒュー, ウィラ・フィッツジェラルド, デヴィッド・デンマン, Mac Davis, Vanessa Rubio, ドリュー・スターキー |                                              |                          |                                                       |                |
| 8 | "オールド・ボーンズ" "These Old Bones"       | Joe Lazarov              | Jim Strain                                            | 2019年11月22日 |
| キャスト: キャスリーン・ターナー, ジニファー・グッドウィン, カイル・ボーンハイマー                                               |                                              |                          |                                                       |                |

## 評価

### 批評
本作の第1シーズンは批評集積サイトのRotten Tomatoesに12件のレビューがあり、批評家支持率は50%、平均点は10点満点で5.94点となっている。また、Metacriticには7件のレビューがあり、加重平均値は59/100となっている。